# Социјалдемократска партија (Португалија)
Социјалдемократска партија (порт. Partido Social Democrata, PSD) је либерално-конзервативна политичка партија која делује у Португалији. Основана је 1974. године непосредно након Револуције каранфила под именом Демократска народна партија (порт. Partido Popular Democrático, PPD).
Први пут је на власт дошла 1979. године, а од 1983. до 1987. била у великој коалицији са својим традиционалним супарницима из Социјалистичке партије. Од 1987. до 1995. је поновно владала сама, а од 1995. до 2002. била у опозицији. Од 2002. до 2005. је била на власти, када ју је водио Жозе Мануел Барозо, данашњи председник Европске комисије. Тада су је опет сменили социјалисти.
Упркос имену, Социјалдемократска партија се у идеолошком смислу традиционално смешта у десни центар, односно углавном окупља присталице либералне и конзервативне идеологије, али и десне популисте. ПСД је од краја 1990-их члан Европске народне партије (EPP).